# Vacunación contra la COVID-19 en Moquegua
La vacunación contra la COVID-19 en Moquegua es la estrategia departamental de inoculación que empezó el 11 de febrero de 2021 para vacunar contra la COVID-19 a la población de la región, en el marco de un esfuerzo mundial para combatir la pandemia de COVID-19.

## Antecedentes

### Organización y preparativos
El 5 de febrero, la GERESA Moquegua informaba a medios informativos locales que la región ya contaba con un plan de vacunación establecido. En la reunión estuvieron presentes el gobernador, Zenón Cuevas Pare y otros funcionarios de la entidad de salud regional quienes daban cuenta a la prensa de los protocolos que ya estaban definidos ante la próxima llegada de la vacuna de Sinopharm para iniciar la inoculación a un universo aproximado de 4 mil 850 profesionales de la salud.

## Cronología

### Poblaciones estratégicas

#### Adultos mayores
La segunda vacuna en llegar al país fue la de Pfizer-BioNTech, que fue aprobada por el ejecutivo el 8 de febrero de 2021, llegando al Perú el 3 de marzo de 2021. El 29 de abril arribó al Aeropuerto de Ilo a través de un vuelo el primer lote de mil 170 vacunas de las farmacéuticas Pfizer-BioNTech.

## Opinión pública
| ¿Aceptaría vacunarse contra el COVID-19? | ¿Aceptaría vacunarse contra el COVID-19? | ¿Aceptaría vacunarse contra el COVID-19? | ¿Aceptaría vacunarse contra el COVID-19? | ¿Aceptaría vacunarse contra el COVID-19? | ¿Aceptaría vacunarse contra el COVID-19? |
| OpciónMes                                | No acepta                                | Sí acepta                                | No sabe                                  | No responde                              | Ref.                                     |
| ---------------------------------------- | ---------------------------------------- | ---------------------------------------- | ---------------------------------------- | ---------------------------------------- | ---------------------------------------- |
| Sep. 2021                                | 34.8% (31.3-38.6%)                       | 43.5% (39.6-47.4%)                       | 20.6% (17.5-24%)                         | 1.2% (0.6-2.3%)                          | [ 6 ]                                    |

## Estadísticas

#### Cobertura de vacunación según entidad provincial (primera dosis)
| Datos registrados a fecha de 17 de septiembre de 2023 (UTC-5) | Datos registrados a fecha de 17 de septiembre de 2023 (UTC-5) | Datos registrados a fecha de 17 de septiembre de 2023 (UTC-5) | Datos registrados a fecha de 17 de septiembre de 2023 (UTC-5) |
| Provincia                                                     | Población objetivo                                            | Población vacunada                                            | Cobertura en %                                                |
| ------------------------------------------------------------- | ------------------------------------------------------------- | ------------------------------------------------------------- | ------------------------------------------------------------- |
| Mariscal Nieto                                                | 97 931                                                        | 85 835                                                        | 87.65%                                                        |
| Ilo                                                           | 87 491                                                        | 75 858                                                        | 86.70%                                                        |
| General Sánchez Cerro                                         | 16 029                                                        | 14 220                                                        | 88.71%                                                        |
| Total                                                         | 201 451                                                       | 175 913                                                       | 87.32%                                                        |